# Морган Вихан
Морган Младший (валл. Morgan Fychan; ум. ок. 1288 года) — Лорд Афана в период с 1262 года, после смерти своего старшего брата, Ллейсиона, и до 1288 года.

## Биография
Как и его отец, он был сторонником принцев Северного Уэльса. Он возможно был на какое-то время лишен лордства Афан, поскольку в 1282 году он описывается просто как властелин в Баглане. Его сын Ллейсион (ум. 1328), первый из семьи, который принял фамилию «де Авень», был, конечно же, лордом Афана, и в свою очередь его сменили, последовательно, его сын и внук Джон(ум.1349) и Томас(ум.1360) де Авень. Когда-то после 1350 года Афан перешел в руки главного лорда, вероятно, в результате обмена земель, произведенных Джейн, дочерью и наследницей Томаса, и женой Уильяма Блаунта. Младший же сын Моргана Младшего, Рис, наследовал отцовские земли в Баглане, был, однако, предком нескольких известных семейств Гламорганшира, включая Мэкуорт, Уильямсов из Аберпергума и Лоуфер.